# Мид (округ, Южная Дакота)
Округ Мид (англ. Meade County) располагается в штате Южная Дакота, США. Официально образован в 1889 году. По состоянию на 2010 год, численность населения составляла 25 434 человека.

## География
По данным Бюро переписи США, общая площадь округа равняется 9020 км2, из которых 8989 км2 суша и 31 км2 или 0,34 % это водоемы.

## Население
По данным переписи населения 2000 года в округе проживает 24 253 жителей в составе 8 805 домашних хозяйств и 6 700 семей. Плотность населения составляет 3,00 человека на км2. На территории округа насчитывается 10 149 жилых строений, при плотности застройки около 1,00-го строения на км2. Расовый состав населения: белые — 92,65 %, афроамериканцы — 1,48 %, коренные американцы (индейцы) — 2,04 %, азиаты — 0,63 %, гавайцы — 0,07 %, представители других рас — 0,61 %, представители двух или более рас — 2,52 %. Испаноязычные составляли 2,10 % населения независимо от расы.
В составе 39,90 % из общего числа домашних хозяйств проживают дети в возрасте до 18 лет, 64,40 % домашних хозяйств представляют собой супружеские пары проживающие вместе, 8,30 % домашних хозяйств представляют собой одиноких женщин без супруга, 23,90 % домашних хозяйств не имеют отношения к семьям, 19,90 % домашних хозяйств состоят из одного человека, 7,50 % домашних хозяйств состоят из престарелых (65 лет и старше), проживающих в одиночестве. Средний размер домашнего хозяйства составляет 2,66 человека, и средний размер семьи 3,05 человека.
Возрастной состав округа: 28,40 % моложе 18 лет, 10,60 % от 18 до 24, 29,60 % от 25 до 44, 21,00 % от 45 до 64 и 21,00 % от 65 и старше. Средний возраст жителя округа 33 лет. На каждые 100 женщин приходится 102,20 мужчин. На каждые 100 женщин старше 18 лет приходится 101,60 мужчин.
Средний доход на домохозяйство в округе составлял 36 992 USD, на семью — 40 537 USD. Среднестатистический заработок мужчины был 26 572 USD против 20 517 USD для женщины. Доход на душу населения составлял 17 680 USD. Около 7,90 % семей и 9,40 % общего населения находились ниже черты бедности, в том числе — 11,80 % молодежи (тех, кому ещё не исполнилось 18 лет) и 6,10 % тех, кому было уже больше 65 лет.